# Pixel Gun 3D
Pixel Gun 3D — независимая мобильная и компьютерная игра в жанре шутера от первого лица, разработанная американской командой Lightmap и изданная Cubic Games для устройств под управлением Android и iOS в 2013 году. Pixel Gun состоит из одиночной и мультиплеерной игр: в первой игрок убивает множество противников, управляемых искусственным интеллектом, а во второй игроки соревнуются друг с другом. Сюжетная кампания рассказывает о безымянном главном герое, расследующем внезапную «квадратизацию» мира и появление многочисленных монстров.
Главным разработчиком выступил Алекс Краснов. Игра была выпущена в мае 2013 года на iOS и Android, в январе следующего года Pixel Gun была портирована на Windows Phone. В апреле 2024 года игра вышла на Windows. Pixel Gun 3D получила в основном положительные отзывы от критиков — её хвалили за мультиплеер, но критиковали за управление и мелкие технические проблемы. По данным издателя, на октябрь 2023 года количество скачиваний превышало 165 миллионов, а прибыль составляла 200 миллионов долларов США.

## Игровой процесс

Скриншот из игры, на котором игрок в мультиплеере пытается убить другого игрока

Pixel Gun 3D представляет собой пиксельный шутер от первого лица, напоминающий Minecraft. Игроки могут выбирать до шести видов оружия, среди которых автоматы, пистолеты, дробовики, снайперские винтовки, огнемёты и книги заклинаний. Игрок также может приобрести дополнительное снаряжение — гранаты, сражающиеся на стороне персонажа домашние животные или броня с уникальными способностями вроде двойных прыжков. Помимо этого, пользователи могут создавать свои собственные скины или покупать их, а также вступать в кланы других игроков.
В игре присутствуют различные режимы, включая одиночную кампанию, режим выживания, локальный и сетевой мультиплеер и королевскую битву. В одиночной сюжетной кампании игрок попадает на небольшой уровень, где необходимо убить всех врагов и босса. В режиме выживания игроки должны как можно дольше сдержать натиск бесконечных волн врагов. В мультиплеере игроки сражаются друг с другом по всему миру, соревнуясь в достижении различных целей — например, в большем количестве убийств. В королевской битве сто игроков попадают на большую карту, которая постепенно уменьшается — побеждает последний оставшийся в живых игрок.
Игроки могут получать различные игровые предметы, открывая их в обычном режиме игры или покупая за игровую валюту. При этом саму игровую валюту можно приобрести за настоящие деньги от 100 долларов.

## Сюжет
Безымянный главный герой исследует внезапную «квадратизацию» мира, которая произошла одновременно с нашествием различных монстров. Пытаясь разгадать две тайны, персонаж путешествует по разным мирам после того, как на его дом напали зомби. Дойдя до сельской местности, он находит объект «Зона 52», где, по словам исследователей, произошла вспышка из портала в начальной школе. Главный герой проходит через портал и отправляется в другое измерение, где встречает безымянного выжившего, который сопровождает игрока и доходит с ним до замка Ада, где дракон переносит их в другой мир. Герои добираются до мегаполиса и узнают, что «квадратизация» мира вызвана ошибкой в коде разработчиков Pixel Gun. После использования виртуальной реальности для борьбы с ошибкой, именуемой в игре как «Баг», главный герой попадает в ловушку Интернета и сам становится «Багом». Блуждая по Интернету, главный герой оказывается на корабле, атакованном дроидами, и вступает с ними в схватку, которая будет повторяться много раз. После победы выясняется, что персонаж попал в ловушку онлайн-игры Cubic Revolution, и теперь герой начинает думать, как навсегда покинуть Интернет.

## Разработка и выход
Pixel Gun 3D изначально была разработана Алексом Красновым, но по состоянию на 2013 год поддержкой игры занимается независимая студия Lightmap, а её издателем выступает Cubic Games. Игра была бесплатно выпущена в мае 2013 года для мобильных устройств на Android и iOS. Версия для Windows Phone вышла в январе 2014 года, однако изначально она распространялась по платной модели, как и версия для iOS. В этом же месяце игра стала доступна на планшетах Amazon Fire.
В первые три или четыре месяца с момента выхода игра называлась Pixlgun 3D. Примерно в августе 2013 года в игру добавили локальный мультиплеер, а также сменили название. В июне 2014 года Pixel Gun получила масштабное обновление, благодаря которому шутер стал доступен на более дешёвых устройствах с объёмом памяти в 512 Мб, а в саму игру добавили новые игровые режимы вроде «Захвата флага». В январе 2022 года Cubic Games была куплена кипрской компанией Nexters, которая в июне 2023-го провела масштабный ребрендинг .
В октябре 2023 года была анонсирована версия для Windows, которая была разработана в сотрудничестве с дочерней студией Nexters, Samustai. Пользователи мобильных версий могут играть с ПК-игроками через кроссплей, а также привязать свои аккаунты к Steam. По данным Cubic Games, игру в список желаемых до своего выхода добавили более 200 тысяч пользователей. Версия на Windows была выпущена 2 апреля 2024 года.

## Отзывы критиков
| Иноязычные издания | Иноязычные издания |
| Издание            | Оценка             |
| ------------------ | ------------------ |
| 148Apps            | [ 1 ]              |
| AppGet             | [ 2 ]              |
| Common Sense Media | [ 4 ]              |
| TechTudo           | 8/10               |

Pixel Gun 3D получила немало положительных оценок от критиков с момента своего релиза. В большей части рецензий хвалили многопользовательские режимы. Майк Денин, автор сайта 148Apps, писал, что мультиплеер — это то, чем «блистает» игра, он является причиной её популярности. Крис Моррис из Common Sense Media оценил игру как «забавное развлечение на несколько минут». Фелипе Винья из Grupo Globo отметил, что по количеству контента, вроде скинов или видов оружия, Pixel Gun превосходит другие бесплатные игры. Японское издание Appget согласилось с этим, отметив, что в каждом из режимов контента для самостоятельной игры предостаточно. Некоторые издания включили Pixel Gun в свои списки лучших шутеров для мобильных устройств. В то же время, Майк Денин назвал однопользовательские режимы «пресными» в сравнении с мультиплеерными.
Некоторые рецензенты критиковали управление. Майк Денин охарактеризовал управление как «разочаровывающее», особенно хорошо проблемы управления видны в одиночной игре. Крис Моррис написал, что управление в этой игре имеет те же ограничения, что и в других подобных играх на телефонах. С ним согласился Рич Эдмондс из Windows Central.
Были также отмечены технические недостатки и монетизация. Фелипе Винья раскритиковал внезапные сбои в игре и мешающую рекламу. Денин посчитал, что монетизация приводит к разочарованию в одиночной игре, особенно когда игрока вынуждают покупать больше боеприпасов за реальные деньги. По словам Яна Будро из PCGamesN, многие игроки говорили, что игра стала более коммерциализированной с выходом в Steam. По данным статьи 2015 года от Customer Needs and Solutions, цена дополнительных функций в Pixel Gun составляет почти двадцать долларов, что значительно выше, чем у других проанализированных приложений.

## Продажи
В августе 2013 года игра после обновления быстро поднялась до первого места в чарте App Store и оставалась на вершине до сентября. В январе 2022 года Cubic Games сообщила, что количество загрузок Pixel Gun 3D превышает 100 миллионов, ежемесячно в игру заходит 10 миллионов пользователей, а ежедневно — полтора миллиона. По состоянию на январь 2022 года Pixel Gun 3D являлась третьим самым популярным шутером от первого лица на телефонах. В октябре того же года Cubic Games сообщила, что игру скачали 185 миллионов человек, а прибыль от проекта составляет 200 миллионов долларов. После выхода в Steam игра возглавила чарты популярных игр сервиса.